# اتیل سولفات
اتیل سولفات (به انگلیسی: Ethyl sulfate) یک ترکیب شیمیایی با شناسه پاب‌کم ۶۰۰۴ است.